# هاچ دنو
هاچ دنو (انگلیسی: Hutch Dano؛ زادهٔ ۲۱ مهٔ ۱۹۹۲) هنرپیشه اهل ایالات متحده آمریکا است. وی از سال ۲۰۰۹ میلادی تاکنون مشغول فعالیت بوده‌است.
از فیلم‌هایی که وی در آن نقش داشته است می‌توان به رامونا و بیزوس اشاره کرد.